# Saurita obscura
Saurita obscura är en fjärilsart som beskrevs av Klages 1906. Saurita obscura ingår i släktet Saurita och familjen björnspinnare. Inga underarter finns listade.